# HD189472
HD189472 — хімічно пекулярна зоря спектрального класу A2, що має видиму зоряну величину в смузі V приблизно  8,4.
Вона  розташована на відстані близько 1000,5 світлових років від Сонця.